# Hoher Gerichtshof von Bhutan
Der Hohe Gerichtshof von Bhutan (Dzongkha:  High Court of Bhutan) ist der oberste Gerichtshof von Bhutan seit der Verfassung von Bhutan von 2008. Er besteht aus dem Chief Justice und acht Drangpons (Beisitzern, Associate Justices). Der Chief Justice und die Drangpons des Obersten Gerichts werden aus Junior-Richtern, Peers und bedeutenden Juristen durch den Druk Gyalpo (König von Bhutan) erwählt. Die Richter des Obersten Gerichts dienen in einer Amtszeit von 10 Jahren, oder bis zum Alter von 60 Jahren; das Pensionsalter ist einzigartig im Beamtenwesen und den Verfassungsämtern  von Bhutan. Alle anderen gehen im Alter von 65 Jahren in Pension. Während ihrer Amtszeit sind sie der Rüge (censure) und Suspension durch den Druk Gyalpo unterworfen auf Empfehlung des National Judicial Commission, falls Fehlverhalten vorliegt, welches kein Amtsenthebungsverfahren nötig macht.

## Geschichte
Der Oberste Gerichtshof wurde am 3. November 1967 gegründet.

## Richter des Obersten Gerichts
- Acting Chief Justice des High Court of Bhutan - Dasho Sangay Khandu (Richter des Supreme Court of Bhutan)
- Richter Dasho Lungten Drubgyur
- Richter Dasho Tshering Namgyal
- Richter Dasho Duba Dukpa (Chief Justice des High Court)
- Richter Dasho Kinley Dorji
- Richter Dasho Pema Wangchuk
- Richter Dasho Pema Rinzin
- Richter Dasho Dr. Jangchub Norbu
- Richter Dasho Pasang Wangmo
- Richter Dasho Birkha Bdr. Tamang
- Richter Dasho Tshering Dorji
- Richter Dasho Lobzang Rinzin